# Plan de afaceri
Planul de afaceri este  un instrument de planificare ce are rolul de a oferi o mai mare vizibilitate asupra țelurilor și evoluției unei anumite afaceri căreia îi este dedicat. Primele planuri de afaceri au apărut cu mult înainte de apariția computerului și a tehnologiei informatice, dar rolul și importanța unui plan bine facut, a rămas aceeași până în zilele noastre. De fapt principiile de bază ale afacerilor de succes rămân mereu neschimbate.

## Planul de afaceri necesar finanțării de la stat
De multe ori rolul unui plan de afaceri este și de suport în obținerea unei finanțări. De la un investitor privat, de la o bancă sau chiar de la statul român. Acesta din urmă, derulează o serie de programe de finanțare nerambursabilă destinate IMM-urilor din România, obținerea finanțării fiind condiționată de realizarea unui plan de afaceri. Cele mai importante programe ce necesită un plan de afaceri sunt Programele SRL-D și START. 

## Valoarea Planului de afaceri
Valoarea reală a creării unui plan de afaceri nu este de fiecare dată palpabilitatea produsului, adică aceea că, la final, vei simți produsul în mână. Adevărata valoare este că necesită un proces de cercetare și gândire despre tipul de afacere pe care vrei să-l faci, totul decurgând într-un mod sistematic. În timp ce scrii un plan de afaceri, vei studia, vei cerceta, te vei gândi de mai multe ori înainte să-ți răspunzi la întrebări, vei analiza orice idee și cât de bună este ea pentru tine. Necesită timp acum, dar efectele viitoare sunt cât se poate de profitabile. Lipsa unui plan de afaceri te poate costa grav în viitor și duce chiar la falimentul afacerii.
Mai jos îți voi prezenta un model de plan de afaceri care te poate ajuta în construcția propriului tău plan de afaceri. Tot ceea ce tu trebuie să faci este să dezvolți fiecare capitol din cele de mai jos.

## O descriere generală a afacerii
În 30 de cuvinte tu trebuie să explici în ce tip de afacere vrei să intri și care este rolul tău în ea.

## Produse și servicii
Descrie în detaliu produsul sau serviciul pe care vrei să ajungi să-l vinzi (detalii tehnice, desene, fotografii, brosuri de vânzări etc.).
Care sunt factorii care îți vor oferi avantaje sau dezavantaje față de competiție? Exemplele trebuie să conțină niveluri de calitate, evidențierea unicitații sau mărcii proprietarului.
Care este prețul produsului sau serviciului? Este gratis, sub formă de leasing sau are un anumit nivel deja stabilit?

## Plan de marketing
Nu contează cât de bun este produsul sau serviciul oferit, o afacere nu poate reuși fără o strategie de marketing bine pusă la punct. Aceasta etapă începe cu o analiză sistematică a pieței. Este foarte periculos să-ți asumi faptul că deja știi ce se întâmplă pe piață și care sunt tendințele ei, fără un studiu în prealabil. 
Tu trebuie să faci acest studiu ca să fii sigur că te afli pe drumul cel bun. Utilizați procesul de planificare a afacerii drept o oportunitate pentru a strânge date și răspunsuri la întrebări. Timpul tău va fi bine folosit.

## Plan operațional
Explică foarte clar operațiunile de zi cu zi ale afacerii. Vorbește despre locație, echipamente, personal, mediul juridic, inventar, aprovizionare, politici de credit și flux de numerar.

## Management și organizare
Cine va administra afacerea zi de zi? Ce experiență are această persoană și ce aduce nou afacerii? Ce calități speciale și competitive are? Există un plan de a continua afacerea dacă această persoană este pierdută?
Dacă ai mai mult de 10 angajați, creează un tabel organizațional în care să fie trecute o ierarhie a lor și în dreptul fiecăruia pentru ce este responsabil.
Dacă întocmești acest plan pentru obținerea unui împrumut sau pentru anumiți investitori este recomandat să treci în plan angajații cheie.

## Declarație de venituri personale
Include într-un tabel pentru fiecare proprietar sau acționar proprietațile active sau pasive, cât și, capitalul net deținut de aceștia. Proprietarii vor aproviziona de multe ori din propriile lor rezerve afacerea, iar acest tabel te va ajuta pentru a vedea ce este dispobil în anumite situatii. Bancherii și investitorii, de cele mai multe ori, vor dori aceste informații.

## Costuri pentru începutul afacerii
Vei avea foarte multe costuri de început, chiar înainte de a deschide afacerea. Este foarte important să estimați aceste costuri foarte exact, ca apoi să faceți un plan de unde luați suficient capital. Acest lucru constituie un proces de cercetare. Cu cât eforturile de cercetare sunt mai mari și mai exacte, cu atat șansele sunt mai mici ca să omiteți anumiți factori esențiali pentru începerea și dezvoltarea afacerii.

## Plan financiar
Un plan financiar constă într-un plan pe 12 luni a previziunilor privind profitul și pierderile, un plan pe patru ani a previziunilor privind profitul și pierderile, un plan al fluxurilor de numerar, o foaie cu balanta activelor și pasivelor, și un calcul al punctului de rentabilitate.